# Mnesibulus borneoensis
Mnesibulus borneoensis är en insektsart som beskrevs av Andrej Vasiljevitj Gorochov 2003. Mnesibulus borneoensis ingår i släktet Mnesibulus och familjen syrsor. Inga underarter finns listade i Catalogue of Life.